# Mariage du prince William et de Catherine Middleton
Le mariage du prince William, duc de Cambridge et de Catherine Middleton s'est déroulé le 29 avril 2011 à l'abbaye de Westminster à Londres au Royaume-Uni. Le prince William, en seconde position dans l'ordre de succession à la reine Élisabeth II, a rencontré Kate Middleton pour la première fois en 2001 alors qu'ils étaient tous les deux à l'université de St Andrews. Leurs fiançailles, commencées le 20 octobre 2010, ont été annoncées le 16 novembre 2010. L'événement a attiré l'attention des médias qui l'ont comparé au mariage des parents du prince William, le prince Charles et Lady Diana Spencer en 1981. La cérémonie a été diffusée en mondovision et aurait été regardée dans le monde par un milliard de personnes,.
Le couple a l'intention de continuer à résider sur l'île d'Anglesey en Galles du Nord, où le prince William est basé en tant que pilote pour la Royal Air Force.
Le couple annonce qu'il attend leur premier enfant le 3 décembre 2012. Leur fils, le prince George de Cambridge, naît le 22 juillet 2013 au St Mary's Hospital de Londres. Le 2 mai 2015, la princesse Charlotte de Cambridge voit le jour au St Mary's Hospital. Le 23 avril 2018, leur troisième enfant naît, le prince Louis de Cambridge.

## Couple

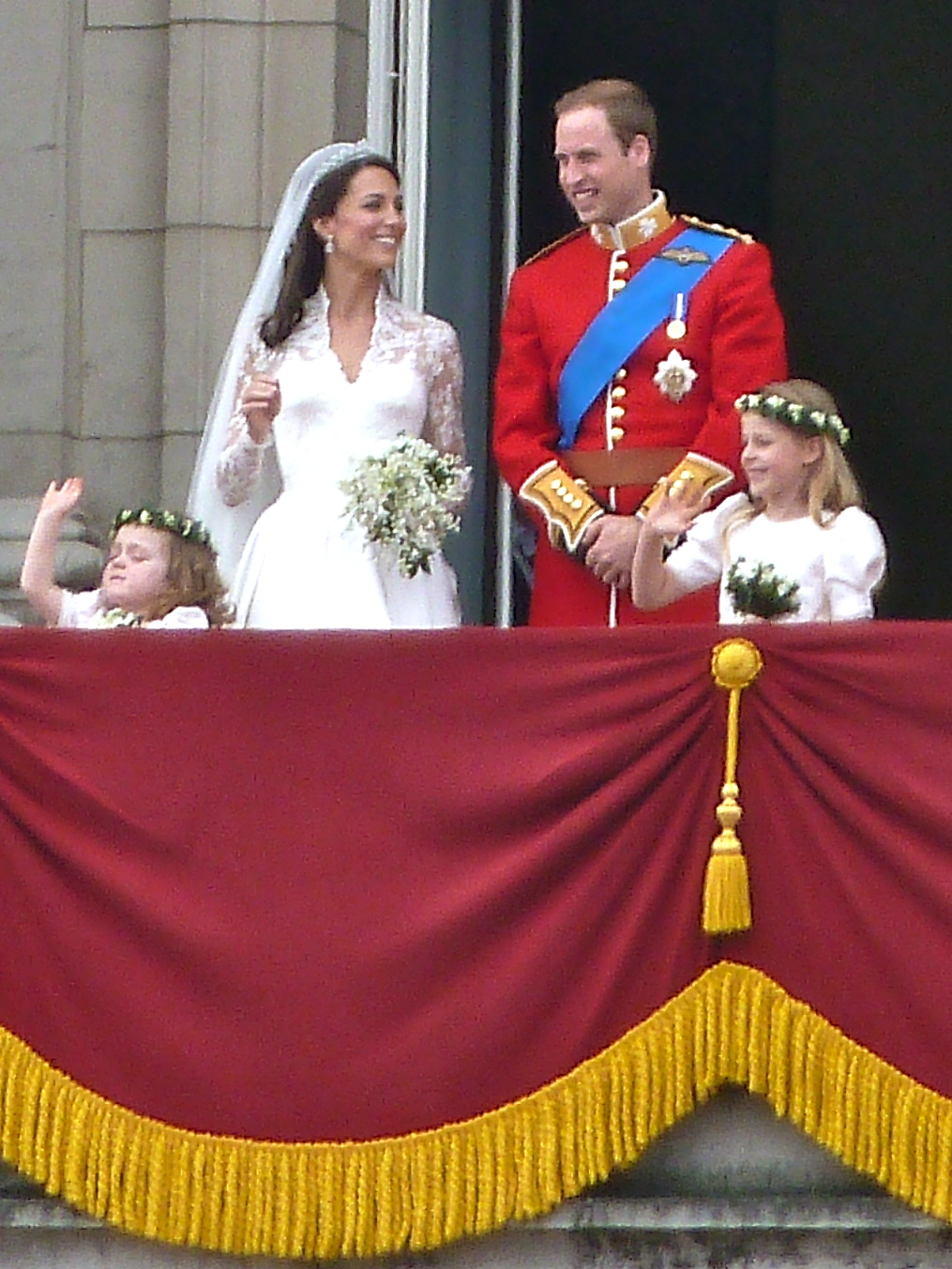
Au centre, les jeunes mariés sur le balcon du Buckingham Palace. À gauche, Grace van Cutsem, et à droite, Margarita Armstrong-Jones, les demoiselles d'honneur.

Armes du duc et de la duchesse de Cambridge présentées accolées à l'occasion de leur mariage.

Le prince William est le fils aîné du prince Charles et de Lady Diana Spencer, et est le petit-fils de S.M. la reine et du prince Philip, duc d'Édimbourg. Il est second, derrière son père, dans l'ordre de succession pour le trône dans seize États indépendants connus sous le nom de royaumes du Commonwealth. Le prince William a fait ses études à Ludgrove School, Eton College, et l'université de St Andrews. Après Sandhurst, il est nommé officier au régiment des Blues and Royals de la Household Cavalry. Il est ensuite affecté à la RAF, où il est devenu un pilote à plein temps de la Search and Rescue Force (en), son unité étant basée à RAF Valley (en) à Anglesey,.
Catherine « Kate » Middleton est l'aînée des trois enfants de Michael et Carole Middleton. Elle a fait ses études à la St Andrew's School de Pangbourne, au Marlborough College et à l'université de St Andrews. Après ses études, elle a travaillé dans le commerce du détail, puis comme acheteuse d'accessoires et photographe de catalogue dans l'entreprise de ses parents. Ses ascendants sont principalement anglais, avec quelques lointains ancêtres écossais et français huguenots. Sa famille paternelle vient de Leeds, West Yorkshire tandis que celle maternelle, les Harrison, comptait des ouvriers et des mineurs du comté de Durham.
Les deux futurs époux se sont rencontrés en premier cycle à l'université de St Andrews, où ils logeaient tous les deux à St Salvator's Hall durant leur première année après quoi ils ont partagé un logement en ville pendant deux ans. Ils seraient cousins au quinzième degré du côté Spencer, ayant Thomas Fairfax et sa femme Agnes (aussi appelée Anne), comme ancêtres communs,, voire au douzième degré, sous réserve de vérification de preuves circonstancielles suggérant qu'ils sont tous deux descendants de Thomas Leighton et d'Elizabeth Knollys,.

## Annonce des fiançailles

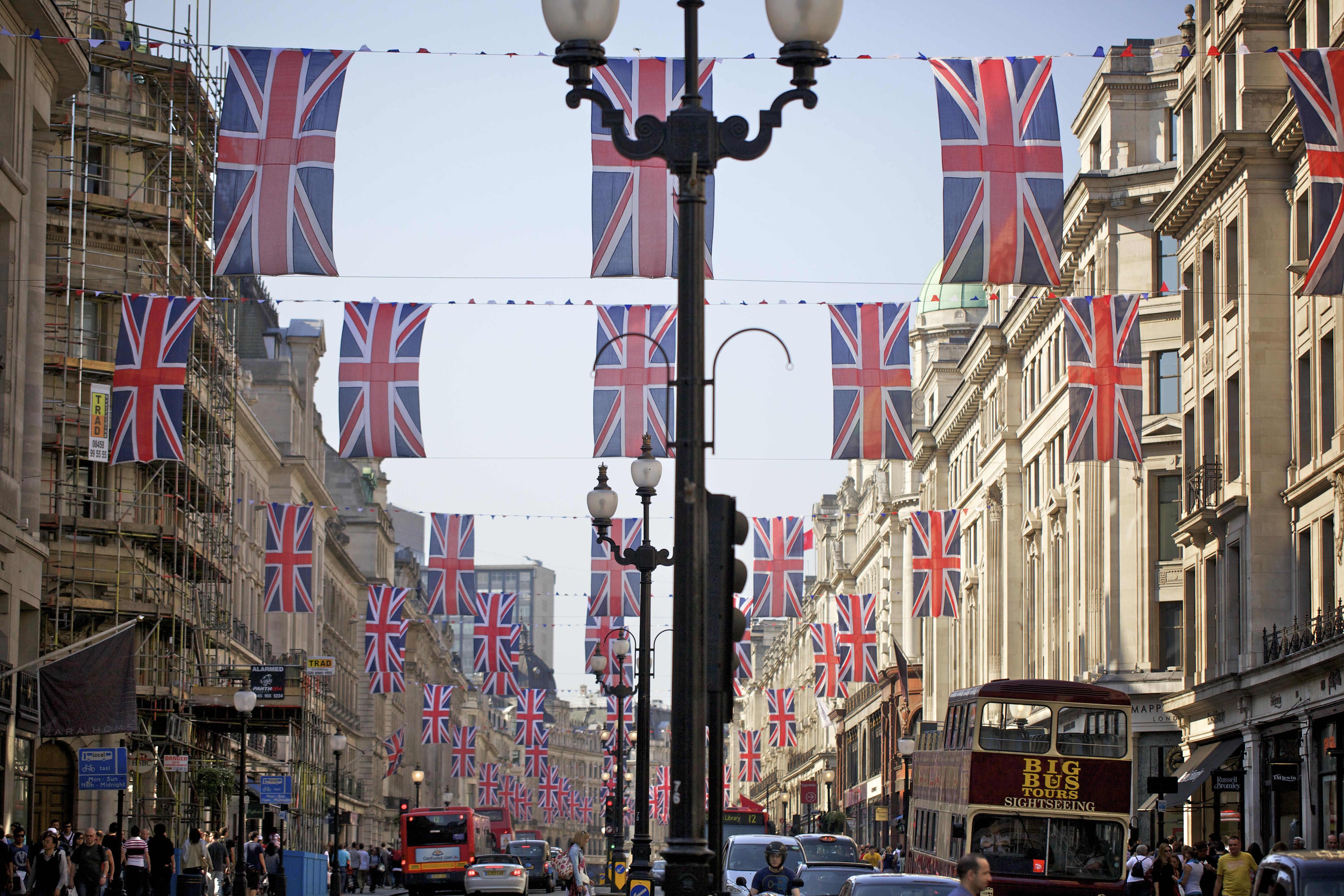
Des dizaines de drapeaux du Royaume-Uni étaient suspendus sur Regent Street

Le 16 novembre 2010, Clarence House annonce que le prince William, fils aîné de le prince de Galles, a l'intention d'épouser sa compagne de longue date Catherine Middleton « dans le courant de l'été 2011, à Londres ». Ils se sont fiancés en octobre 2010 lors d'un séjour privé au Kenya ; le prince William a donné à Kate la bague de fiançailles que son père avait offerte à sa mère, Diana Spencer, princesse de Galles — une bague en or blanc de 18 carats surmontée d'un saphir ovale de 12 carats ainsi que de 14 diamants ronds. Il a également été annoncé que le couple vivrait sur l'île d'Anglesey au Pays de Galles, où est basé le régiment de la Royal Air Force auquel appartient le prince William,.
Le prince de Galles s'est dit « très heureux... ils se connaissent depuis longtemps » et la reine Élisabeth II a déclaré qu'elle était « absolument ravie » pour le couple, en donnant son consentement formel à leur mariage — selon les prescriptions du Royal Marriages Act 1772 — lors du Conseil privé britannique tenu le matin de l'annonce officielle. Des félicitations ont également été adressées par les Premiers ministres de la reine,,, notamment par le Premier ministre d'Australie Julia Gillard, de tendance républicaine modérée. Pete Broadbent, évêque suffragant de Willesden, connu pour ses opinions républicaines, a publié sa réaction critique à l'annonce du mariage, sur Facebook. Il a reconnu que ses propos étaient « offensants » et il a par la suite présenté ses excuses, son supérieur, Richard Chartres, évêque de Londres, a été chargé de le retirer du ministère public « jusqu'à nouvel ordre »,.
Après l'annonce, le couple a donné une interview exclusive au rédacteur en chef politique de ITV News, Tom Bradby, et a organisé une séance photo au Palais St. James,. Le 12 décembre 2010, Buckingham Palace a publié les photos officielles des fiançailles, prises le 25 novembre dans les appartements du palais Saint-James par le photographe Mario Testino,.
Le communiqué de l'annonce indiquait simplement une date de mariage « pour le printemps ou l'été 2011 ». C'est le 23 novembre 2010 que la date du 29 avril 2011 a été confirmée. Il a ensuite été annoncé que ce jour serait déclaré public holiday au Royaume-Uni, la confirmation formelle en ayant été donnée par le Queen-in-Council le 15 décembre 2010. La date du mariage a été également déclarée jour férié aux Bermudes, aux îles Caïmans, île de Man, Gibraltar, Guernesey, Jersey, îles Malouines, Montserrat ainsi qu'aux îles Turques-et-Caïques,,.
Le 29 avril tombant six jours avant les élections du Parlement écossais et le référendum sur le vote alternatif[pas clair], l’événement a suscité de nombreux commentaires politiques,,,. John Curtice, professeur de sciences politiques à l'Université de Strathclyde, a déclaré que la date était « malheureuse » pour les élections écossaises et que « ce mariage royal était susceptible d'être mêlé au débat politique ».
Le mariage est officiellement annoncé par le crieur Tony Appleton.

## Organisation
Note : toutes les heures sont en BST (UTC+01:00).
Le 23 novembre 2010, Clarence House a annoncé la date du mariage pour le 29 avril 2011 (jour de la Sainte Catherine de Sienne), ainsi que son lieu : l'abbaye de Westminster,.
Le palais St. James a annoncé le 5 janvier 2011 que la cérémonie commencerait à 11h00, heure locale, et que le marié arriverait à l'abbaye en voiture plutôt qu'en carrosse (ce dernier étant le moyen de transport traditionnel des mariés royaux). Le parcours allait du long du Mall, via Horse Guards Parade, pour descendre à Whitehall jusqu'à l'abbaye.

### Coût

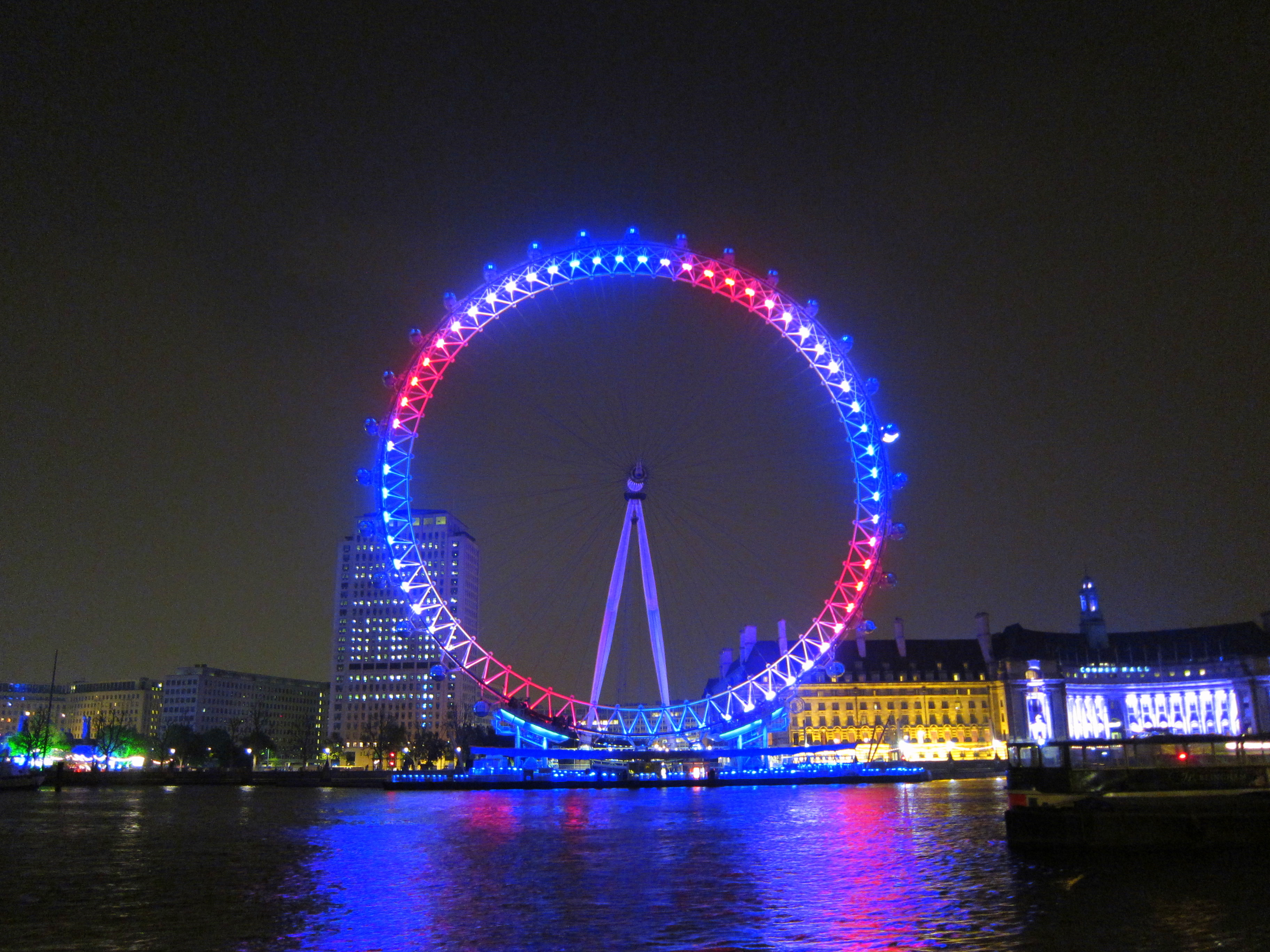
Le London Eye était illuminé au couleur de l'Union Flag le soir du mariage.

Il a également été annoncé que les coûts du mariage seront pris en charge par la famille royale et les Middleton eux-mêmes, tandis que les frais de sécurité et de transport seront couverts par le Trésor britannique,. Le couple a par ailleurs demandé que des dons soient faits aux organismes de bienfaisance à la place de cadeaux de mariage traditionnels, et a établi à cette fin le fonds The Prince William and Miss Catherine Middleton Charitable Gift Fund, qui a pour but d'aider des organismes de charité comme le Christchurch Earthquake Appeal, la Garde côtière auxiliaire canadienne, le Royal Flying Doctor Service of Australia, et la Zoological Society of London.
Le coût du mariage aurait été de 20 millions de livres. Le quotidien australien Herald Sun a estimé à 32 millions de dollars australiens le coût de la sécurité, et à 800 000 dollars australiens celui des fleurs. En contrepartie, le mariage aurait donné lieu à un surcroît de 2 milliards de livres du tourisme au Royaume-Uni.

### Chemin

Route de la mariée et du marié en provenance et vers la cérémonie de mariage à l'abbaye de Westminster

La route de la mariée et du marié allait de Buckingham Palace à l'abbaye de Westminster par The Mall, en passant par Clarence House, Horse Guards Road, Horse Guards Parade par le biais de Horse Guards Arch, Whitehall, le côté sud de Parliament Square, et Broad Sanctuary.

### Déroulement
| |  |  |
| Le marié s'est rendu à la cérémonie dans une Bentley avec son frère et son garçon d'honneur (à gauche), et l'épouse dans une Rolls-Royce Phantom VI avec son père (à droite) |  |  |

À 6 heures, heure locale, les routes dans et autour de la voie processionnelle ont été fermées à la circulation. Dès 8 h 15, les gouverneurs généraux, Premiers ministres des Royaumes du Commonwealth, et diplomates, sont tous arrivés à l'abbaye. LL.AA.RR. princes William et Harry ont ensuite quitté Clarence House à 10 h 10 dans une Bentley State Limousine, et sont arrivés à 10 h 18, suivis par les représentants de familles royales étrangères, la famille Middleton, et enfin, la propre famille du prince (la Princesse royale, le duc d'York, les princesses Beatrice et Eugenie d'York, le comte et la comtesse de Wessex, le vice-amiral Timothy Laurence, le prince de Galles et la duchesse de Cornouailles). Par tradition, la reine et le duc d'Édimbourg étaient les derniers membres de la famille royale à quitter le palais de Buckingham, arrivant à l'abbaye à 10 h 48. Le cortège a ensuite quitté le Goring Hotel dans l'ex-numéro un de l'État Rolls-Royce Phantom VI à 10 h 52, à temps pour que le service puisse commencer à 11 heures. Le service a fini à 12 h 15, après quoi le couple nouvellement marié s'est rendu au palais de Buckingham dans un cortège composé d'autres membres de la famille royale, les parents des mariés, les garçons et demoiselles d'honneur. À 13 h 25, le couple est apparu sur le balcon du palais de Buckingham, pour assister à un défilé aérien composé d'avions Lancaster, Spitfire, et Hurricane de la Battle of Britain Memorial Flight, suivi par deux Typhoon et deux Tornado GR4.

## Cérémonie

### Lieu

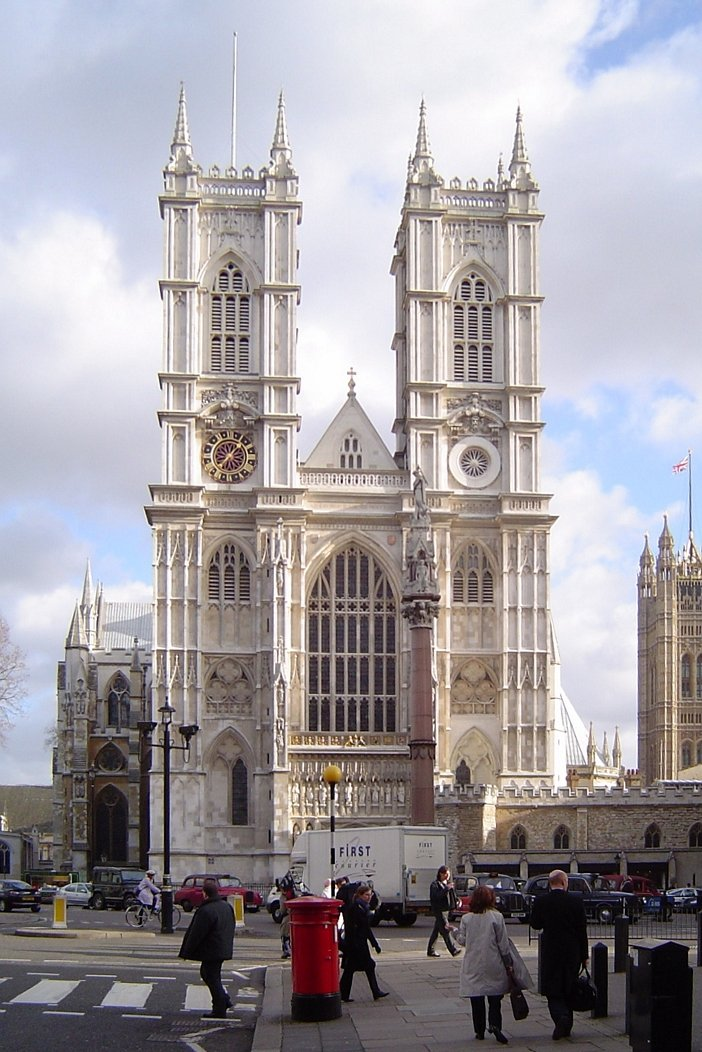
L'abbaye de Westminster est le lieu de couronnements et de nombreux mariages royaux.

L'abbaye de Westminster, fondée en 960, possède un statut particulier, et est connue comme un bien royal (en). Bien que l'abbaye soit le lieu traditionnel des couronnements depuis 1066, elle est l'église de choix des mariages royaux (es) depuis peu ; avant 1918, la majorité des mariages royaux avaient lieu à la chapelle royale du palais St. James et à la chapelle Saint-Georges. L'abbaye, qui a habituellement une capacité de 2 000 personnes, est le lieu des mariages royaux les plus récents, y compris ceux de la princesse Élisabeth et de Philip Mountbatten (1947), de la princesse Margaret et Antony Armstrong-Jones (1960), de la princesse Anne et Mark Phillips (1973), ainsi que celui du prince Andrew et Sarah Ferguson (1986).

### Le cortège
En rupture avec la tradition royale, le marié avait un garçon d'honneur — son frère le prince Harry — plutôt qu'un « supporter », tandis que la mariée a choisi sa sœur, Pippa, comme demoiselle d'honneur principale (chief bridesmaid, ou maid of honour selon le titre officiel). Il y avait quatre demoiselles d'honneur — Lady Louise Windsor, la fille de sept ans du comte et de la comtesse de Wessex ; l'honorable Margarita Armstrong-Jones, la fille de huit ans du vicomte et de la vicomtesse Linley ; Grace van Cutsem, la fille de trois ans du couple de l'ami Hugh van Cutsem (en) ; et Eliza Lopes, la petite-fille de trois ans de la duchesse de Cornouailles. Deux garçons y ont participé : William Lowther-Pinkerton, le fils de dix ans du secrétaire privé de S.A.R. le prince William, Jamie Lowther-Pinkerton, Tom Pettifer, le fils de huit ans de l'ancienne nounou de LL.AA.RR. les princes William et Harry, « Tiggy » Pettifer (en),.

### La mariée
La robe de mariée, conçue par le designer anglais Sarah Burton d'Alexander McQueen, a été faite de satin et de dentelle et mettait en avant un corsage et une jupe applique. La principale dentelle du décolleté et des manches a été réalisée dans les ateliers de la Maison Sophie Hallette à Caudry (dans le département du Nord, France). Cette dentelle fut retravaillée à la main par une technique qui a pris naissance en Irlande dans les années 1820, appelée « Carrickmacross », qui consiste à couper les détails des roses, chardons, jonquilles et trèfles, et de les appliquer individuellement à la tulle de soie ivoire. Ces appliques en dentelle ont été faites à la main par la Royal School of Needlework, basée au Hampton Court Palace.
Le voile a été maintenu en place par une tiare de Cartier Londres, réalisée en 1936 et prêtée par la reine. Elle avait été commandée par le duc d'York, père de la reine (devenu par la suite le roi George VI), trois semaines avant de succéder à son frère Edward VIII (duc de Windsor) en tant que roi. La princesse Élisabeth (devenue maintenant reine) a reçu la tiare de sa mère pour son 18e anniversaire.
Pour les thèmes coutumiers de mariée de « Quelque chose d'ancien, quelque chose de nouveau, quelque chose d'emprunté, quelque chose de bleu », la robe de Catherine Middleton était conçue avec la traditionnelle dentelle Carrickmacross (l'« ancien »), les boucles d'oreilles de diamants, données par ses parents (le « nouveau »), la tiare de la reine (l'« emprunté »), et un ruban bleu cousu dans le corsage (le « bleu »).
Les chaussures, avec des motifs de dentelle identiques à la robe, provenaient également de la maison Alexander McQueen.
Le bouquet de mariée de Kate Middleton était, comme sa robe, d'un style assez sobre. Il se distinguait donc du bouquet en cascade de Lady Diana resté célèbre pour sa taille démesurée. La composition florale se voulait assez « sauvage », fraîche et printanière. Le bouquet était ainsi composé de fleurs de muguet (sweet will en anglais, et en référence à S.A.R. le prince William), de myrtes, de jacinthes et de lierre. Par ailleurs, toutes ces fleurs ont été cueillies sur les terres de la reine, dans le respect de la tradition des mariages royaux.

### Le marié

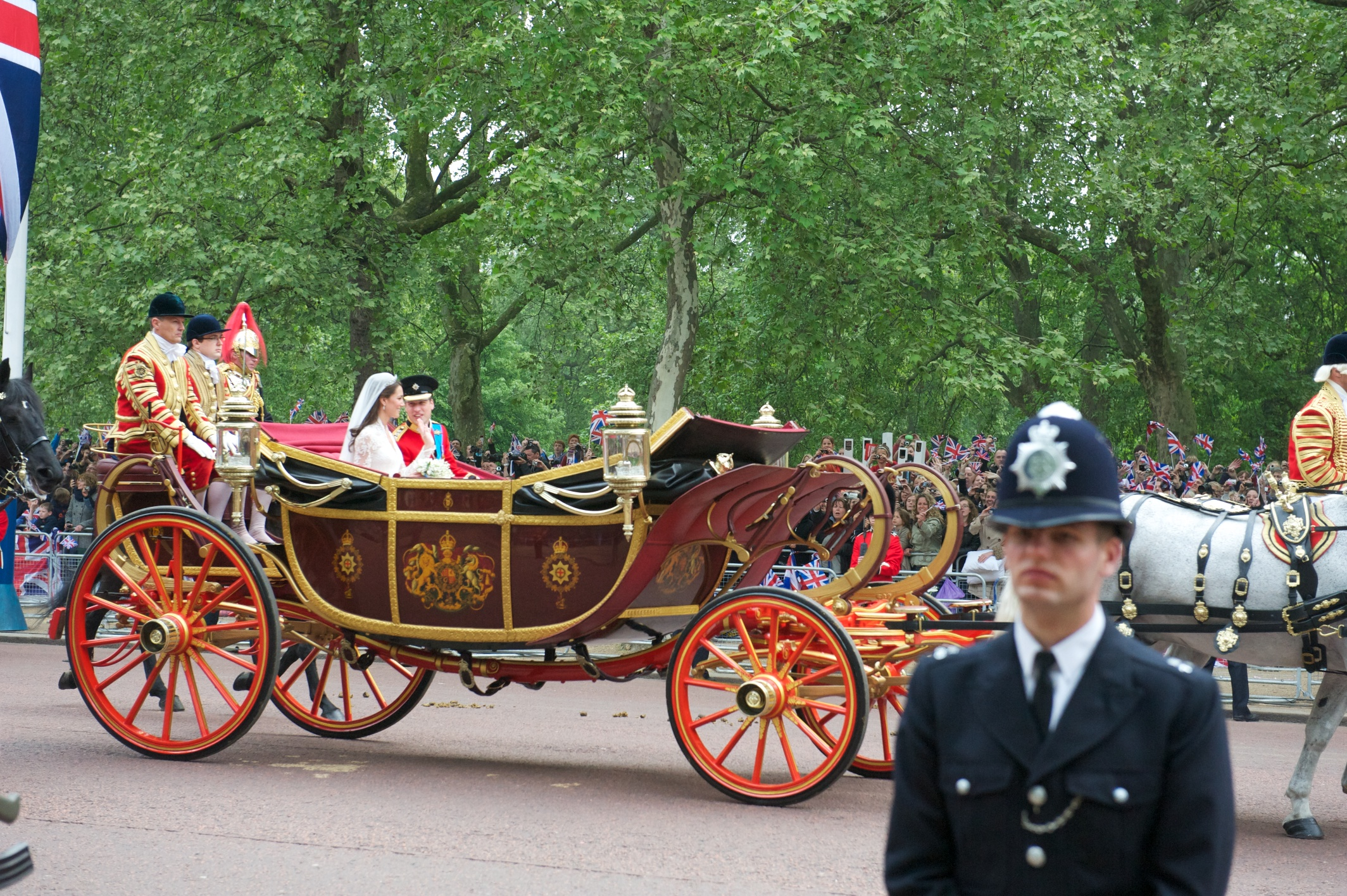
Le couple retournant de l'abbaye au palais dans le 1902 State Landau.

S.A.R. le prince William portait l'uniforme d'officier de l'Irish Guards dans l'ordre de la Garde d'honneur coiffé d'une casquette, plutôt que d'un couvre chef en peau d'ours,. En tant que lieutenant de section au service de la Royal Air Force et ayant également l'équivalent du grade de la Royal Navy et le rang de capitaine dans les Blues and Royals, le prince William aurait pu choisir de porter l'uniforme de l'un de ces grades d'officiers subalternes. Toutefois, ayant été nommé colonel honoraire de l'Irish Guards le 10 février 2011, il a plutôt choisi de porter l'uniforme de grande tenue de ce régiment. En tant que chevalier de l'ordre de la Jarretière, il portait le ruban bleu de l'ordre, sur lequel ont été apposées les ailes de la RAF, et la médaille du jubilé. L'uniforme a été fait et ajusté par Kashket and Partners. Le prince William n'a pas porté l'épée, car il entrait dans une église.

### Service du mariage
Le couple de mariés a utilisé la première édition de 1966 (The Series One) du Book of Common Prayer (« Livre de la prière commune ») lors de la cérémonie. Le doyen de Westminster (en) a officié la plupart des services avec Rowan Williams, l'archevêque de Canterbury qui dirige la cérémonie du mariage en elle-même et Richard Chartres, l'évêque de Londres, qui a fait le sermon,. La grande tradition aurait désigné l'archevêque de Canterbury, l'évêque le plus ancien de l'Église d'Angleterre, pour officier les mariages des monarques et des futurs monarques d'Angleterre. Chartres étant un proche ami du prince de Galles, il a été invité à prendre part à la cérémonie.
Kate n'a pas promis d'« obéir » à son mari dans ses vœux, plutôt de « [l']aimer, de [le] conforter, de [l']honorer et de [le] garder ».
James Middleton, le frère de la mariée, a lu les versets 1–2 et 9–18 du chapitre 12, de l'Épître aux Romains de saint Paul (Nouveau Testament).

### Musique

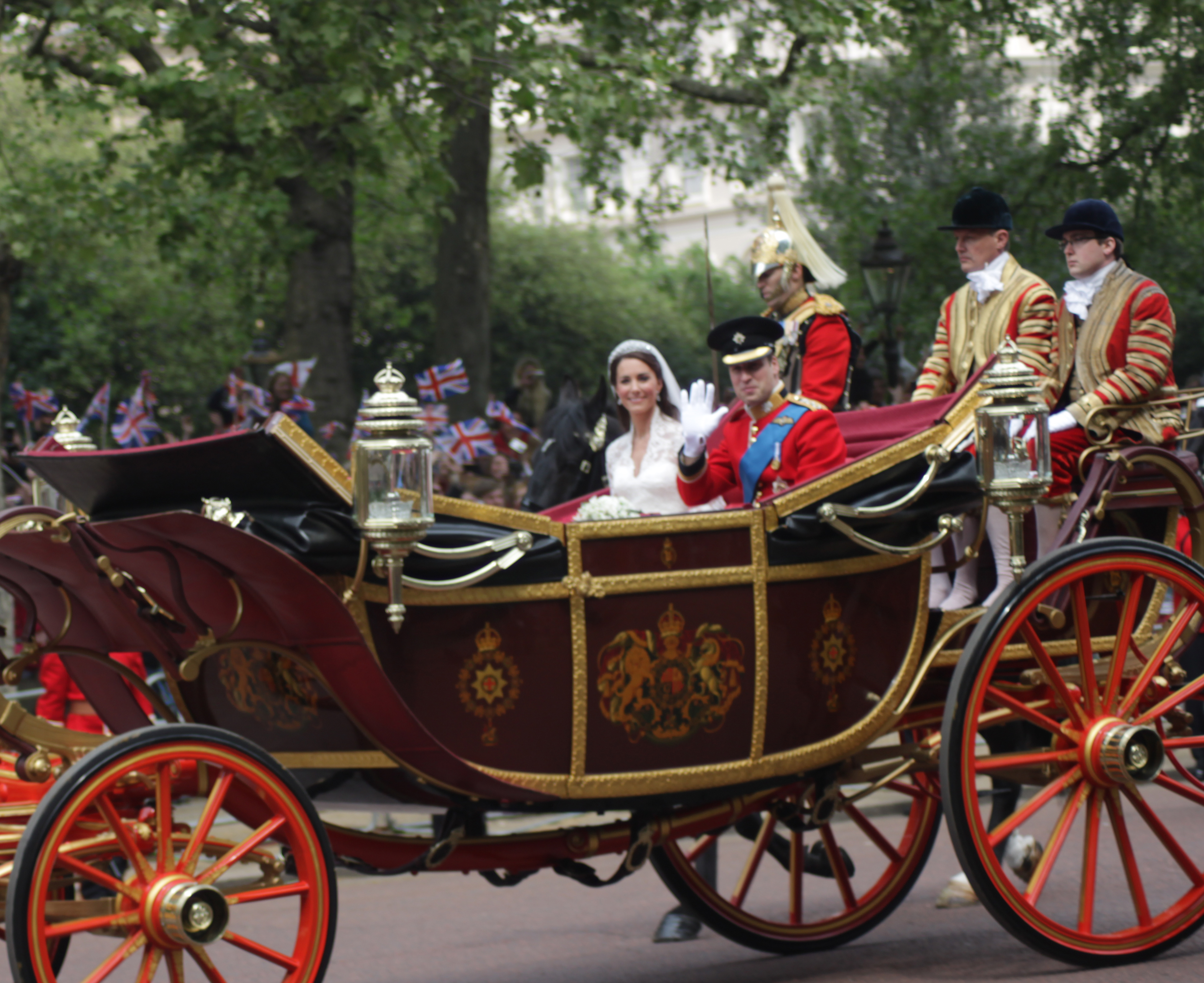
Le couple princier souriant et saluant la foule.

Deux chœurs, un orchestre et une fanfare ont chanté et joué la musique du service. Il s'agissait du Westminster Abbey Choir, du Chapel Royal Choir et du London Chamber Orchestra (en), ainsi que la fanfare (ou musique d'harmonie) appelée Central Band of the Royal Air Force (en). Les deux chœurs ont été dirigés par James O'Donnell (en), organiste et maître du chœur de l'abbaye de Westminster. L'orgue était tenu par l'organiste en second de l'abbaye, Robert Quinney. L'organiste, chef de chœur et compositeur de la Chapelle royale de Sa Majesté est Andrew Gant (en). Le London Chamber Orchestra a été dirigé par Christopher Warren-Green (en), qui en est le directeur musical et chef d'orchestre principal. Les fanfares ont joué sous la direction du commandant de l'escadre Duncan Stubbs.
La mariée s'est avancée dans l'allée aux sons de I Was Glad, paraphrase du psaume 122 composée par Sir Hubert Parry. Cette hymne a été créée pour le couronnement du quadrisaïeul du prince William, Edward VII, à l'abbaye de Westminster en 1902. La mariée a traversé la nef au bras de son père au son des deux chœurs, dans un cortège qui a duré trois minutes et demie, avant de rejoindre le prince William, déjà posté au pied de l'autel. La musique de sortie était la marche Crown Imperial de William Walton, qui a également été jouée au mariage du prince Charles et Lady Diana Spencer.
D'autres compositions ont également été jouées comme Blest Pair of Sirens de Parry pendant la signature du registre, ainsi qu'un motet de Paul Mealor sur le texte Ubi Caritas et Amor. L'hymne This is the day which the Lord hath made a été spécialement composé par John Rutter,. Le jeune compositeur gallois Paul Mealor a déclaré qu'il était ravi d'apprendre que son motet avait été choisi pour la cérémonie,.
La propre composition du directeur de la fanfare, le commandant d'escadre Duncan Stubbs, Valiant and Brave, a été interprétée lors de la signature du registre de mariage. Preux et audacieux (qui se traduit en anglais par Valiant and Brave) est la devise du 22e Escadron de la RAF, où le prince William sert comme pilote de recherche et de sauvetage de la RAF Valley (en) dans le Nord du Pays de Galles.
Dans les semaines précédant le mariage, il a été question dans la presse musicale de la manière dont Sir Peter Maxwell Davies, le maître de musique de la reine, a été vexé de ne pas avoir été chargé de composer pour le service, bien que deux de ses pièces instrumentales Veni Creator Spiritus et Farewell to Stromness aient été incluses dans la musique jouée avant le service, avec les œuvres de J.S. Bach, Benjamin Britten, Frederick Delius, Edward Elgar, Gerald Finzi, Charles Villiers Stanford, Ralph Vaughan Williams et Percy Whitlock,,.

## Retransmission télévisée

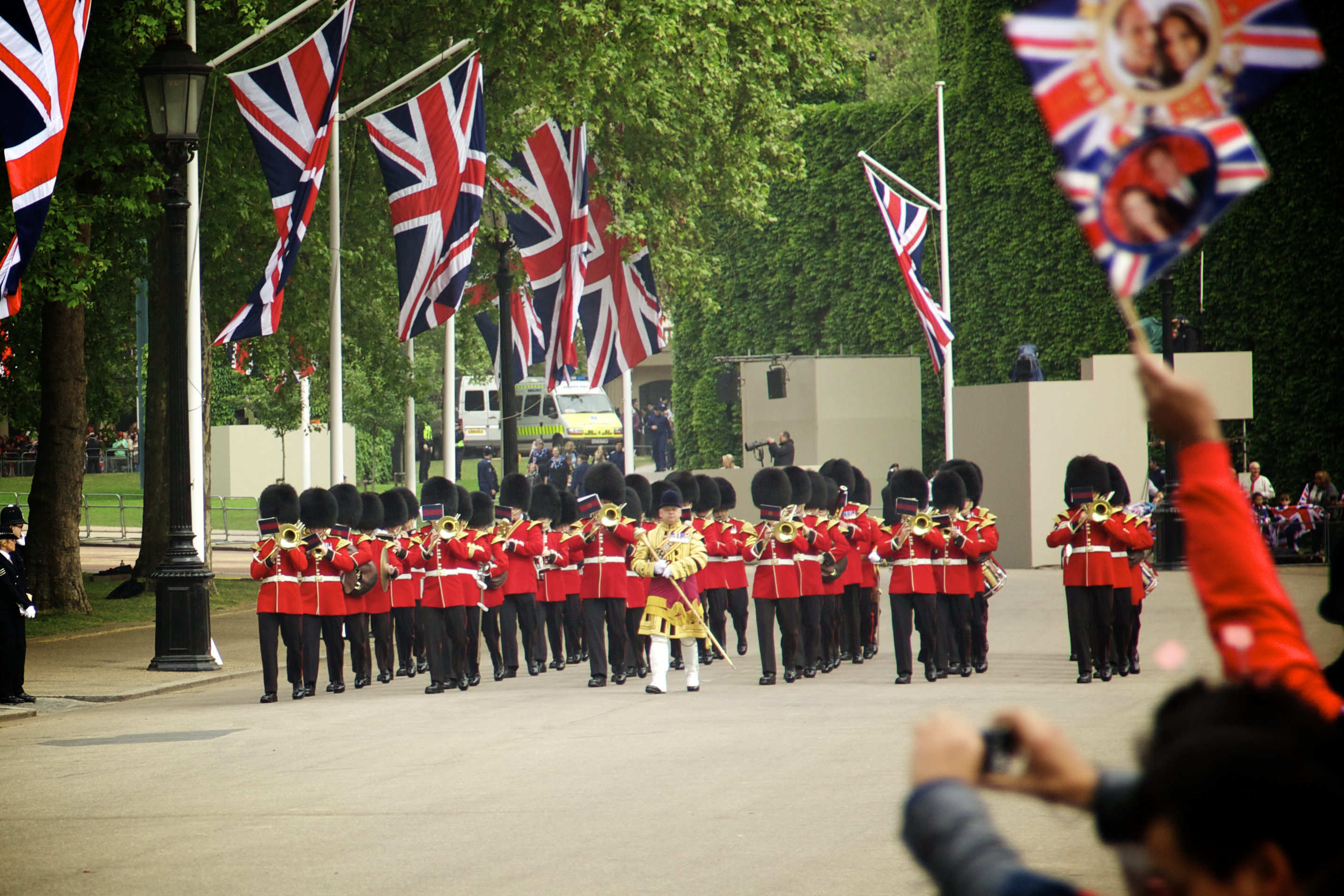
Défilé durant le mariage.

Pour la retransmission à travers les télévisions du monde du mariage du prince William et de Catherine Middleton, des milliers de journalistes étaient à Londres, la moitié n'étant pas anglaise. Selon le gouvernement britannique, deux milliards de téléspectateurs avaient la possibilité de voir le mariage royal, soit près de 30% de la population mondiale de l'époque estimée à 7 milliards d'individus.
À elle seule, la BBC a déplacé 550 personnes et CNN a ramené dans la capitale britannique une équipe de 125 personnes, tout comme d'autres chaînes américaines qui avaient des équipes de cent personnes environ. En France, selon Médiamétrie, hors chaînes d'information, plus de neuf millions de personnes ont regardé les noces.
| Pays                 | Chaînes                                                                   |
| -------------------- | ------------------------------------------------------------------------- |
| Afrique du Sud       | SABC 3                                                                    |
| Allemagne            | ARD, ZDF                                                                  |
| Australie            | ABC 1                                                                     |
| Autriche             | ORF 2                                                                     |
| Belgique             | La Une, RTL-TVi, één, Canvas, VTM                                         |
| Brésil               | Globo, Record, SBT, RedeTV!                                               |
| Canada               | CBC, CTV, Radio-Canada, LCN, RDI                                          |
| Chine                | CCTV News                                                                 |
| Espagne              | Antena 3                                                                  |
| États-Unis           | CBS, CNN, ABC, E! Entertainment,NBC                                       |
| France               | TF1, France 2, M6, BFM TV, i-Télé, France 24, TV5 Monde, E! Entertainment |
| Iran                 | BBC Persian, Euronews Persian (fa)                                        |
| République d’Irlande | RTE One                                                                   |
| Italie               | Rai Uno, Canale 5                                                         |
| Madagascar           | MaTV, RTA                                                                 |
| Nouvelle-Zélande     | TV One                                                                    |
| Pays-Bas             | Nederland 1                                                               |
| Portugal             | RTP1, SIC, TVI,                                                           |
| Royaume-Uni          | BBC One, ITV, BBC News                                                    |
| Russie               | Perviy Kanal                                                              |
| Serbie               | B92, RTS                                                                  |
| Suisse               | SF1, TSR2, RSI La 2                                                       |
| Union européenne     | Euronews                                                                  |